# Macrostemum santaeritae
Macrostemum santaeritae là một loài Trichoptera trong họ Hydropsychidae. Chúng phân bố ở vùng Tân nhiệt đới.